# كين مورتون
كين مورتون (بالإنجليزية: Ken Morton)‏ (19 مايو 1947 في المملكة المتحدة - ) هو لاعب كرة قدم بريطاني في مركز الوسط. لعب مع مانشستر يونايتد ونادي بلاكبول ونادي يورك سيتي وفليتوود تاون وStockton F.C. ‏ ودارلينجتون إف سى.